# Aeropedellus nigrilineatus
Aeropedellus nigrilineatus är en insektsart som beskrevs av Zheng, Z. och E.-b. Ma 1995. Aeropedellus nigrilineatus ingår i släktet Aeropedellus och familjen gräshoppor. Inga underarter finns listade i Catalogue of Life.